# 井上明子 (声優)
井上明子（いのうえ あきこ、3月27日 - ）は、日本の女性声優。大阪府出身。現在はフリー声優として活動。

## 略歴
2019年3月にぷろだくしょん★A組を退所後、フリーとなる。

## 人物
声優として活動しており、朗読劇・舞台にも出演。

## 出演

### 吹き替え

#### 映画（吹き替え）
2015年
- バルフィ! 人生に唄えば（ジルミル母）

2016年
- マジック・マイクXXL（客女等）
- ゲーム（マリア等）※VOD版

2017年
- ELVIS/エルヴィス（看護師等）
- コナー・マクレガー: ノートリアス（トレーナー等）
- ブリジット・ジョーンズの日記 ダメな私の最後のモテ期

2018年
- おとぎ話を忘れたくて（叔母）
- すべての終わり
- フォロイング（ワタベ・グウェン等）
- ミス・リベンジ（ロジータ等）

2020年
- EMMA エマ（コール夫人）

2021年
- 君は僕のもの（女性患者1）
- マクベス（侍女）
- ヒーズ・オール・ザット（母親等）

2022年
- アルゼンチン1985 〜歴史を変えた裁判〜
- 死霊館 悪魔のせいなら、無罪。（メリル弁護士〈アシュリー・ルコンテ・キャンベル〉）
- 西部戦線異状なし
- マリグナント 狂暴な悪夢（ジーン〈スザンナ・トンプソン〉）
- チャチャ・リアル・スムース（キャシー等）
- 説得（マスグローブ夫人〈イズカ・ホイル〉等）
- パパに教えられたこと
- マン・フロム・トロント（ダニエラ）
- ヤドリギ農場のメリークリスマス（ボー等）
- ロザライン

2023年
- カサンドロ リング上のドラァグクイーン（サウルの祖母等）
- M3GAN ミーガン（シェリー〈ナターシャ・ダニエル〉）
- Bones And All（祖母等）
- ミアの事件簿: 魅惑のアーティスト（キャリー〈キャンディス・フォーセット〉、カウンセラー等）
- ディセンダント ライズ・オブ・レッド（まま母）

2024年
- 神さま聞いてる? これが私の生きる道?!（教授等）
- ファインド・ミー・フォーリング（アンドリアーナ等）
- 全部ゲームのせい（カロ〈アンナ・マリア・ミューエ〉）
- フライ・ミー・トゥ・ザ・ムーン（エラ）
- フレッシュ?! イン・ハイスクール（ハッチェンズ校長等）
- デリヴァランス -悪霊の家-（ホステッダー医師等）
- ザ・メリー・ジェントルメン（デニース等）
- リターン・オブ・ザ・キング エルヴィス・プレスリー低迷と復活（ダーレン・ラヴ等）

2025年
- Mr.ノボカイン（ウエートレス）

#### ドラマ（吹き替え）
2014年
- ゴーティマー・ギボン -ふしぎな日常-（ディルマン夫人等）
- HAWAII FIVE-0 シーズン7（シャノン等）
- 超ゲーマー伝説 ぼくらの裏ワザ青春白書（キム等）
- こちらブルームーン探偵社 シーズン5
- FROM DUSK TILL DAWN シーズン3（アラセリ等）
- 埋もれる殺意～26年の沈黙～（テッサ〈ロレイン・アシュボーン〉）
- The OA シーズン1～2（ローズ博士等）
- ブラインドスポット タトゥーの女 シーズン4（シェリル大佐等）
- キス・ミー ファースト
- ブルックリン・ナイン-ナイン シーズン4～5（ホーキンス等）
- トップボーイ（ローリン等）

2015年
- iゾンビ シーズン1～4

2018年
- インポスターズ 愛しの結婚詐欺師

2019年
- ヴァージンリバー シーズン1～5（リリー〈リンダ・ボイド〉、リディおばあちゃん）
- グッド・コップ シーズン1 #3（社長等）
- リトル・ドラマー・ガール 愛を演じるスパイ（ミンケル教授等）
- 見せかけの日々（アリソン等）
- JAILERS/ジェイラーズ（ローザ等）
- メリー・アン・シングルトンの物語（シャロン等）
- ドリー・パートンのハートフル・ソング
- ライアー 交錯する証言 シーズン1～2（マーガレット等）
- ホワイトハウス・ファームの惨劇～バンバー家殺人事件～（ジューン等）

2020年
- ウォーキング・デッド: ワールド・ビヨンド（サイラスの祖母役他）
- レジデント 型破りな天才研修医 シーズン3～4（アニー・オースティンの義母等）
- フォッシー&ヴァードン 〜ブロードウェイに輝く生涯〜（サディ、教師等）
- SEAL Team/シール・チーム シーズン1～2・4（ヴィクトリア等）
- デッドウォーター・フェル～虚像に殺された家族～（ルース等）
- ファミリー・マン シーズン2（バスー首相）

2022年
- 警部補アニカ ～海上殺人捜査ファイル～ #3（母親）
- スーパー・パピーズ（グプタ博士）
- スノードロップ（ソン寮長）
- イーヴィル: 超常現象捜査ファイル（アマンダ等）
- ハント・フォー・キラー 狂気の呼び声(アンナ等)
- メモリアル病院の5日間（ミニー、キャシー等）
- ウィークエンド・ファミリー（ローレンス）
  - ウィークエンド・ファミリー クリスマスの再会
  - ウィークエンド・ファミリー シーズン2

2023年
- ウイニング・タイム -レイカーズ帝国の誕生-（ジェシー・バス〈サリー・フィールド〉等）
- シェルター（エレン等）
- 英国サスペンス「THE BAY 3 ～偽りの仮面～」
- F4 Thailand/BOYS OVER FLOWERS(ブッサバー（ゴーヤーの母）)
- ロックウッド除霊探偵局（マリッサ等）

2024年
- The Last of Us（教師、作業女等）
- 英国クライムサスペンス「EXPO－爆発物処理班－」（鑑識・警官等）
- 英国サスペンス「THE BAY 4 ～悲しき炎～」
- プリティ・フリーキン・スケアリー（校長）
- テッド ザ・シリーズ（校長）
- マターナル ～母なる医師たち～（クレア）
- マルプラクティス〜陰謀の処方箋〜（ベス・レルフ〈ハンナ・ウォルターズ〉）
- ヴァージンリバー シーズン6（リディ等）

2025年
- トゥルークライム・ショー: 殺人狂騒曲 シーズン1・2（キャロリン/ロシェル等）
- ラブ・ユー・トゥー・デス（セリア等）
- ワイルドカード〜捜査バディは天才詐欺師!?〜
- フレンズ&ネイバーズ（ジュリー等）
- マーサー教授の殺人事件簿（グラディス等）
- セイレーンの誘惑（コフィン巡査等）
- The Last of Us　S2（議員等）

#### ボイスオーバー
- BS世界のドキュメンタリー
- スゴ腕どうぶつドクター（シーズン5以降）（ブレンダ等）
- 二刀流！スゴ腕ポールのファミリー農場（ベス等）
- NY動物園日記（シーズン1～5）
- The Wine Show－極上のワインに魅せられてー（シーズン1）
- DOPEドープ（シーズン1～2）
- カー・SOS 蘇れ!思い出の名車（シーズン7～8）
- クィア・アイ シーズン4・5
- クィア・アイ in Japan!
- 風味巡礼 ～中国から世界を味わう～（シーズン１～２）
- Song Exploder -音楽を紡ぐ者-（シーズン1）
- アニマル・インポッシブル 謎解き大作戦!
- ボクらを作った映画たち（シーズン2）

#### アニメ
- バンザイ! キング・ジュリアン シーズン3（蝶の女王）
- 見習いドラゴン ゾグ（家庭教師）
- 緑のたまごとハム ～サムとガイの大冒険～（ガイの母等）
- GO!GO!アトム（10話マツコ　9・36話ファンダンゴの母親（ファンファンレディー））
- おしゃべり ピーヨ（母親等）
- イワジュ（母親等）
- ゼウスの血 シーズン2～3（ガイア / デメテル等）

### ゲーム・その他
- アンチャーテッド 海賊王と最後の秘宝（2016年、 PlayStation 4 ）兵士[10]）
- EARTH DEFENSE FORCE: IRON RAIN（2019年、 PlayStation 4 ）UNNキャスター[11]）

### 舞台
- 怪し会～伍（2012年公演）怪し会　第５回公演[12]）
- 不実という名の正義（2015年公演）劇団東京トライアングル 第三回本公演[13]）